# Мадридська система міжнародної реєстрації знаків
Мадридська система міжнародної реєстрації знаків — первісна міжнародна система, яка полегшує процес реєстрації торговельних марок у багатьох країнах світу.
Мадридська система є системою, що має централізоване керування, та дозволяє через одну процедуру реєстрації отримати правовий захист торговельної марки у декількох країнах, котрі також підписали Мадридську угоду. Така реєстрація є набагато ефективнішою, ніж реєстрація торговельної марки у кожній з цих країн окремо. Мадридська система керується Міжнародним бюро Всесвітньої організації інтелектуальної власності. До того як була створена Мадридська система, не існувало жодного шляху зареєструвати торговельну марку один раз, щоб отримати її правову охорону у всьому світі.
Мадридська система базується на двох угодах: Мадридська угода про міжнародну реєстрацію знаків та Протокол до Мадридської угоди про міжнародну реєстрацію знаків.

## Реєстрація
Юридичні та фізичні особи країн, що підписали Мадридську угоду або Протокол, можуть забезпечити в усіх інших країнах-членах Мадридської системи охорону своїх торговельних марок шляхом подачі заяв на ці знаки у Міжнародне Бюро Всесвітньої Організації Інтелектуальної Власності, котре здійснює таку реєстрацію. Міжнародна реєстрація торговельної марки має таку ж силу, що й заява про її реєстрацію, подана у кожній з вказаних країн за національною процедурою. У випадку необхідності збільшення числа країн, у котрих забезпечується охорона знаку, заявник може зробити заяву про територіальне розширення.
Реєстрація за Мадридською угодою можлива тільки для торговельних марок, що вже зареєстровані в порядку національної реєстрації. Вимоги до змісту міжнародної заявки передбачають обов'язковість підтвердження відомством країни походження того факту, що інформація, наведена у міжнародній заяві, відповідає інформації із національного реєстру.
Заявка на реєстрацію подається однією мовою (англійською або французькою). Склад заявки про міжнародну реєстрацію наведений у Інструкції до Мадридської угоди про міжнародну реєстрацію знаків.
Датою міжнародної реєстрації вважається дата подачі заявки про міжнародну реєстрацію в країні походження. Однак, якщо заявка надходить у Міжнародне Бюро пізніше, ніж через 2 місяці з дати подачі у національне відомство, то у цьому разі датою міжнародної реєстрації буде дата подання заявки у Міжнародне Бюро.
Строк охорони торговельної марки за Угодою та Протоколом становить десять років (так само як і в Україні), та може бути продовжений на необмежену кількість наступних періодів у десять років, за умови сплати відповідних зборів.
Міжнародна реєстрація торговельної марки втрачає силу, якщо упродовж п'яти років, рахуючи з дати міжнародної реєстрації, національна торговельна марка, що зареєстрована раніше у країні походження, аннулюється. У цьому випадку відомство країни походження звертається у Міжнародне Бюро ВОІВ з вимогою виключення знаку з міжнародного реєстру. По скінченню п'ятирічного строку після міжнародної реєстрації, статус міжнародної торговельної марки стає незалежним від статусу національної.
Станом на листопад 2017 року країнами-членами Мадридської угоди є 100 країн. Останньою приєдналась Індонезія 2 листопада 2017 року, але Протокол для цієї країни набере чинності 2 січня 2018 року.
Усі зареєстровані знаки щомісячно публікуються французькою мовою у журналі «Les Marques Internationales».